# ジャンプ!○○中
『ジャンプ!○○中』（ジャンプ!マルマルちゅう）は、2007年（平成19年）10月17日から2008年（平成20年）3月19日までフジテレビ系（ただしクロスネット局のテレビ大分（TOS）を除く）で毎週水曜22:00 - 22:54（JST、以下も同様）に放送されていたバラエティ番組である。

## 概要
ゲームやトーク等など「○○中」（○○には「生態調査中」を除き漢字2文字が入る）と題した様々な企画を展開する。
放送回によって主軸となる制作スタッフも変えており、前番組『水10!』から引き続き担当する班（以降、旧『水10!』班と記述）と、2004年6月から放送されている『run for money 逃走中』をはじめとする『クロノス』のゲーム企画を制作する班（以降、『クロノス』班と記述）が、ほぼ隔週ペースで担当していた。特番の場合は基本的に、前半が「逃走中」（『クロノス』班担当）、後半が旧『水10!』班担当の企画と分かれていた（例外あり）。共通のオープニング映像や番組フォーマットは、旧『水10!』班が制作。2つの班での共同企画などは一度もなかった。
2008年4月より『爆笑レッドカーペット』のレギュラー化が決定し、終了となった。

## 放送日時
- 毎週水曜日 22:00 - 22:54
  - フジテレビ系列（ただし、テレビ大分除く）
- 毎週水曜日 14:05 - 15:00
  - テレビ大分（日本テレビ系列とのクロスネット局、約5週間遅れ）

本来の放送日時には日本テレビ系の水曜ドラマを放送。
- 毎週木曜日 0:25 - 1:20
  - テレビ山口（TBS系列、約4週間遅れ）

## 出演者

### レギュラー
オープニング映像など、番組内での衣装は基本的に全員がスーツ。『クロノス』班の企画ではゲームの性質上、別衣装となり、チュートリアル、オリエンタルラジオ含むコンビ芸人は、密告中タッグ戦及び護衛中などの個人戦ではないゲームは、原則同じチームとなる。
- チュートリアル（徳井義実、福田充徳）
- オリエンタルラジオ（中田敦彦、藤森慎吾） - 『水10!』の「オリキュン」から引き続き、同時間枠の番組を担当。
- 山本裕典 - 「挑戦中」のみ1回目はプレイヤー、2回目は不参加。

### ナレーター
- マーク・大喜多 - 『クロノス』班企画のナレーション。
- 小山力也 - 旧『水10!』班企画のナレーション。

### アナウンサー
- 渡辺和洋 - 「生態調査中」と「執筆中」で進行を担当。

## 企画一覧表

### 『クロノス』班制作
撮影の関係上地上デジタル放送の場合はピラーボックスでの放送であり、右のサイドバーには「企画名」、左のサイドバーにはゲームに参加している残り人数が表示されており、同製作班共通のオープニングのみハイビジョンでの放送。2008年3月5日の放送のみ、逃走中のタイトルロゴやエリア地図など撮影映像以外の一部がハイビジョンで制作された（その時は16:9の地上デジタル放送では左右に表示されるサイドバーが消えて、サイドバー部分を除く映像が16:9画面いっぱいに表示されていた）。

#### run for money 逃走中
これまで単発及び『クロノス』で放送されている企画を、番組を移して実施。基本ルールについては『逃走中（単発番組）』の項目を参照。
この番組からその他のゲーム及び、その後の『逃走中』も含め『クロノス』からの演出のCGなどのデザイン変更されている。また、牢獄にモニターが設置され、「ハンター追加」などのシーンではその様子を見ることができるという演出が追加された。

#### 密告中
『クロノス』内の同名企画を、番組を移して実施。基本ルールについては『クロノス（密告中）』の項目を参照。今回の変更点は以下の通り。
- ゼッケンのデザイン変更。黒い革の盾のようなハードな風貌で、番号も黒字から白字になり、サイズも大きく見やすくなった。タッグ戦（第2回）でのゼッケンは淵の色がチームカラーになる。第2回では、ゼッケンの淵四隅にチームカラーの棒が取り付けられており、背中の番号を直接地面や壁にくっつける行為ができなくなった。
- 双眼鏡の初期所持が無くなった代わりに、通達としてエリア内に宝箱が登場。獲得することで密告アイテムとして使用することができる（双眼鏡もアイテムに含まれる）。
- ハンターは特殊部隊（ソルジャー）などの形で登場する。役割はそのまま。

#### 護衛中
『クロノス』内の同名企画を、番組を移して実施。基本ルールについては『クロノス（護衛中）』の項目を参照。今回の変更点は以下の通り。
- 賞金は固定されており、勝利したチームが獲得。
- 支給される盾が大型になり、デザインも変更された。

### 『水10!』班制作

#### 生態調査中 バベルの塔
毎回1つのテーマに沿った50人をスタジオに集めて、視聴者の疑問からトークを繰り広げる。
50人の席にはそれぞれ、クイズ番組で使われるようなライトペンでパネルに書く形式の装置が設置されており、質問にはそのパネルに筆答形式で回答をしてもらう（YES/NOで答える問題ではスタッフが専用の表示に変換しており「ジャンプ! システム」と称している）。また、50人の回答形式をランキング形式で並べる質問の場合、塔の形をした縦にモニター5個が積み上げられたセットで、ベスト5が表示されていく。

#### 挑戦中 〜24minutes〜
24分間の制限時間で、番組から出された課題を達成し賞金100万円獲得を目指す。2人が毎回挑戦し、各挑戦者にはレポーターとしてチュートリアルとオリエンタルラジオが帯同する。山本は出演しない。（第1弾は挑戦者として出演。）
放送されたのは『24分間で2kg太れるか!?』のみ。ルールは以下の通り。
- 挑戦者は番組特製のグルメマップを使いながら店を自由に選べる。
- 同行するレポーターにテイクアウトで料理を買いに行かせることも可能。
- 最低でも2店舗の飲食が必要。
- 水のみで体重を増やす行為は禁止。
- 途中、1回だけ体重を確認できる。

#### 執筆中
4人1組で予め出されたテーマに沿って、リレー形式で小説を書き、それを山本裕典とゲストが演じて映像化（ドラマ化）する。(山本はMCも担当。）
字数は1人当たり原稿用紙1枚（400字）、制限時間は第1､2回では1時間と限られていたが、第3回では無制限となり1人当たり約4～6時間費やすようになった。
レギュラーチーム（チュートリアル・オリエンタルラジオ）対ゲストチームの対抗戦形式で争い、発表後ゲスト審査員3名に観客97名を含めた計100名が、どちらのチームの作品がテーマに合って優れていたかを投票。得票数の多かったチームの勝利となり、票数×1万円の執筆料を獲得。

## 放送リスト
| 回数 | 放送日時        | 企画       | 舞台・テーマ                            | プレイヤー数 （クロノス班のみ） | 備考                                        |
| ---- | --------------- | ---------- | --------------------------------------- | ------------------------------- | ------------------------------------------- |
| 1    | 2007年 10月17日 | 逃走中     | お台場                                  | 12人                            | 2時間スペシャル 2本立て                     |
| 1    | 2007年 10月17日 | 生態調査中 | 女芸人                                  | ー                              | 2時間スペシャル 2本立て                     |
| 2    | 10月24日        | 生態調査中 | ニューハーフ                            | ー                              |                                             |
| 3    | 10月31日        | 逃走中     | USJ（ユニバーサル・スタジオ・ジャパン） | 11人                            |                                             |
| 4    | 11月7日         | 挑戦中     | 24分間で2kg太れるか!? （下北沢）        | ー                              | 2本立て                                     |
| 4    | 11月7日         | 生態調査中 | ニューハーフ（完結編）                  | ー                              | 2本立て                                     |
| 5    | 11月21日        | 密告中     | ロックハート城                          | 12人                            |                                             |
| 6    | 12月12日        | 生態調査中 | 元アイドル                              | ー                              |                                             |
| 7    | 12月19日        | 逃走中     | 富士急ハイランド                        | 13人                            | クリスマス気分満載・2時間スペシャル 2本立て |
| 7    | 12月19日        | 執筆中     | 働く女の泣けるラブストーリー            | ー                              | クリスマス気分満載・2時間スペシャル 2本立て |
| 8    | 2008年 1月9日   | 生態調査中 | 名物マネージャーとタレント              | ー                              | 90分スペシャル 2本立て                      |
| 8    | 2008年 1月9日   | 執筆中     | 泣けるラブストーリー                    | ー                              | 90分スペシャル 2本立て                      |
| 9    | 1月16日         | 密告中     | 東京ドームシティ                        | 12人                            | 6チームによる タッグ戦で実施                |
| 10   | 1月23日         | 生態調査中 | 女医                                    |                                 |                                             |
| 11   | 1月30日         | 護衛中     | ワープステーション江戸                  | 15人                            |                                             |
| 12   | 2月6日          | 生態調査中 | 女医（完結編）                          | ー                              | 2本立て                                     |
| 12   | 2月6日          | 挑戦中     | 24分間で2kg太れるか!? （高円寺）        | ー                              | 2本立て                                     |
| 13   | 2月13日         | 逃走中     | ハウステンボス                          | 15人                            | 2時間スペシャル                             |
| 14   | 2月20日         | 執筆中     | 「火サス」よりもハラハラするサスペンス  | ー                              |                                             |
| 15   | 3月5日          | 逃走中     | 府中の森公園                            | 10人                            |                                             |
| 16   | 3月12日         | 生態調査中 | 総集編                                  | ー                              |                                             |
| 17   | 3月19日         | 生態調査中 | レギュラー5人                           | ー                              | 15分拡大スペシャル                          |

## スタッフ

### 共通スタッフ
- 編成：金井卓也・高瀬敦也（フジテレビ）
- 広報：小中ももこ（フジテレビ）
- AP：木月洋介（フジテレビ）
- プロデューサー：北口富紀子（フジテレビ）
- チーフプロデューサー・総合演出：石井浩二（フジテレビ）
- 制作協力：FCC、吉本興業
- 制作：フジテレビバラエティ制作センター
- 制作著作：フジテレビ

### 『クロノス』班
- 構成：鈴木雅貴、高橋マツピロ、大草芳樹、廣田勇人
- ブレーン：森一盛、草場滋
- ナレーター：マーク・大喜多
- TD：平山彰（共同テレビジョン）
- カメラ：清水貴能（共同テレビジョン）
- 編集：永田雅士（映像通信）
- MA：高橋正敏（映像通信）
- VFX：萩原典隆
- CG：高村克也
- 音響効果：佐藤卓嗣（278）
- 美術：馬場啓友
- システム：吉川優
- メイク：TATSU
- スタイリスト：田中洋子
- 協力：au・SoftBank
- 技術協力：共同テレビジョン・東通・八峯テレビ・映像通信
- 美術協力：フジアール
- スタッフ協力：トップシーン、R-1
- AP：渡辺未生
- AD：瓜生夏美
- ディレクター：横森敦、中村秀和、山川泰一
- 演出：秋永真吾（トップシーン）
- プロデューサー：鈴木正人・笹谷隆司（FCC）

### 旧「水10!」班
- 構成：鈴木おさむ、樋口卓治、都築浩、桜井慎一、石原健次、天野慎也、大井達朗、佐藤俊明、小杉四駆郎
- ナレーター：小山力也
- TP：高瀬義美【生態調査中】
- TD：佐々木信一【執筆中】
- SW：藤本敏行【生態調査中】、菅野恒雄【執筆中】
- カメラ：岩田一巳【生態調査中】、石井友幸・八柄哲【執筆中】
- VE：原啓教【生態調査中】、川崎淳・高垣俊宏【執筆中】
- 音声：松本政利【生態調査中】、太田勝巳【執筆中】
- 照明：佐藤博樹
- 編集：一ノ瀬勝（笑カンパニー）
- MA：中村和弘（笑カンパニー）
- 音響効果：松長芳樹（Digitalcircus）
- 美術制作：井上幸夫
- デザイン：棈木陽次
- 美術進行：西村貴則
- 大道具：藤根太郎
- アクリル装飾：児玉希生
- 電飾：林将大
- アートフレーム：菅沼和海
- 特殊装置：日下信二【生態調査中】、中溝雅彦【執筆中】
- 装飾：北川貴啓
- 衣裳：伊藤美恵子
- 持道具：市村真希
- メイク：原田妃佳留
- スタイリスト：宇山弥和子
- CG：田中秀幸（フレイムグラフィックス）
- TK：平井冴子
- 技術協力：ニユーテレス【生態調査中】、共同テレビ【執筆中】、FLT
- FD：青木達生、高橋洋子
- デスク：和泉愛
- ディレクター：飯村徹郎（フジテレビ）、渡辺資、名城ラリータ、岡田純一、吉田昌平、川瀬貴裕、古澤光広（フジテレビ）
- AP：鈴木美絵
- オブザーバーディレクター：清水泰貴（フジテレビ）
- 演出：中澤智有、渡辺剛
- 制作協力：NET WEB

## 備考
- この枠からCM枠が5分30秒に縮小した（2010年9月の『爆笑レッドシアター』終了 - 2011年10月にて5分に縮小していた期間を除き、現在まで継続）。
- 提供クレジットは水10!時代は16秒に対し、この枠からは15秒で表示される。
- 番組の冒頭に全スポンサークレジットが表示される。この手法は「クロノス」及び「逃走中（単発番組）」と同様。但し旧「水10!」班制作回では例外もあった。
- 筆頭スポンサーの花王は「水10!」のワンナイ過度期からオリキュン時代までは提供クレジットを控えており、この番組にてスポンサー復帰したが、挑戦中「24分間で2kg太れるか?」放送回のみ提供クレジットを控えた。
- 一時期KDDIが番組スポンサーを降りていた時期があったが、「クロノス」班のゲームで使われていたのはauの携帯のみでSoftBankのものは使われていない。
- オリエンタルラジオの続投と、二本立て編成は「水10！」から受け継がれたが、当該番組の終了に伴い、それもなくなった。